# フロントランナー (映画)
『フロントランナー』（The Front Runner）は、2018年のアメリカ合衆国の伝記映画。監督はジェイソン・ライトマン。

## 概要
主演はヒュー・ジャックマン。共演はヴェラ・ファーミガ、J・K・シモンズ、アルフレッド・モリーナら。
1988年の民主党大統領候補の最有力候補だったアメリカの上院議員ゲイリー・ハートの台頭と、その後メディアが不倫を示唆したことで失脚するまでを描いている。

## ストーリー
1988年の大統領選挙に立候補していたゲイリー・ハートは、自身の恋愛に関するスキャンダルで失脚していく。

## キャスト
※括弧内は日本語吹替
- ゲイリー・ハート（英語版） - ヒュー・ジャックマン（山路和弘）
- リー・ハート - ヴェラ・ファーミガ（織部ゆかり）
- アンドレア・ハート - ケイトリン・デヴァー（内海安希子）

ゲイリー・ハート陣営
- ビル・ディクソン（選挙参謀） - J・K・シモンズ（佐々木睦）
- アイリーン・ケリー（スケジュール担当） - モリー・イフラム（篠田有香）
- ケヴィン・スウィーニー（英語版）（報道担当） - クリス・コイ（長谷川敦央）
- マイク・ストラットン（アドバンス・マン） - アレックス・カルポフスキ（英語版）（中村章吾）
- ダグ・ウィルソン（政策アドバイス・スタッフ） - ジョシュ・ブレナー（英語版）（角田雄二郎）
- ジョン・エマーソン（副選挙事務長） - トミー・デューイ（英語版）

ワシントン・ポスト紙
- ベン・ブラッドリー（主幹） - アルフレッド・モリーナ（島田岳洋）
- A・J・パーカー（記者） - マムドゥ・アチー
- アン・デヴロイ（英語版）（政治部副編集長） - アリ・グレイナー
- ボブ・カイザー（英語版）（記者） - スティーヴ・コールター（長谷川敦央）
- ボブ・ウッドワード（記者） - スペンサー・ギャレット（早川毅）

マイアミ・ヘラルド紙
- トム・フィドラー（記者） - スティーヴ・ジシス（英語版）
- ピート・マーフィー（記者） - ビル・バー（英語版）（中村章吾）
- ボブ・マーティンデール（編集長） - ケヴィン・ポラック
- ジム・ダン（記者） - マイク・ジャッジ（丸山壮史）

マイアミ
- ドナ・ライス（英語版） - サラ・パクストン
- ビリー・ブロードハースト（ロビイスト） - トビー・ハス

その他
- デヴィッド・S・ブローダー（英語版） - ジョン・ベッドフォード・ロイド（英語版）（佐々木薫）
- ビリー・ショア - マーク・オブライエン（金城大和）
- ロイ・ヴァレンタイン - ニャシャ・ハテンディ（英語版）
- アン・マクダニエル - ジェニファー・ランドン（岡純子）
- ジョー・トリッピ（英語版） - オリヴァー・クーパー（英語版）
- リン・アーマンド - コートニー・フォード（英語版）（岡純子）
- スティーヴン・ダンリービー（英語版） - ジョニー・パスボルスキー（英語版）
- アラン・ウェインバーグ - ランディ・ヘヴンズ
- ジニー・テレサノ - ジェナ・カネル（英語版）
- デヴィッド・アクセルロッド - ガブリエル・マナク
- ジョン・ハート - エヴァン・カステロー

日本語版その他出演︰羽野だい豆、藤高智大、松田秀崇、下田屋有依、塩見宗真、吉田勝哉、庄司まり、青木崇、吉田優馬
日本語版制作スタッフ 演出：伊達康将、翻訳：大野万紀、録音・調整：吉田佳代子、監修：小西克哉、制作：東北新社

## 製作

### 企画
2003年、政治コラムニストのマット・バイはニューヨーク・タイムズに彼のプロフィールを書いた後、ゲイリー・ハート上院議員に興味を持ち、2014年、本作の原作となった『All the Truth Is Out: The Week Politics Went Tabloid』を出版した。脚本は、監督のジェイソン・ライトマン、バイ、ジェイ・カーソン、そしてヒラリー・クリントンの元報道官によって執筆された。ライトマン、、アーロン・L・ギルバートはプロデューサーを務めた。

### キャスティング
2017年6月、ヒュー・ジャックマンが本作でゲイリー・ハートを演じることが決定した。同年8月、ヴェラ・ファミーガがハートの妻のオレイサ・"リー"・ハート役、ケイトリン・ディーヴァーがハートの娘のアンドレア・ハート役、サラ・パクストンがドナ・ライス・ヒューズ役、アリ・グレイナーがアン・デヴロイ役、J・K・シモンズがハートの仕事上のパートナーのビル・ディクソン役として出演することが決定した。同年9月,
ジェニファー・ランドンとジョン・ベッドフォード・ロイドがキャストに加わった。同年10月、クリス・コイがキャストに加わった。

### 撮影
主要な撮影は、2017年9月18日に開始し、ジャックマンが最初のイメージを明かした。。ジョージア州アトランタ、サヴァナで撮影が行われた。

## 公開
2018年5月、ソニー・ピクチャーズとステージ6・フィルムズは第71回カンヌ国際映画祭で本作の配給権を獲得し、オスカー・シーズンに公開での公開を決定した。2018年8月31日、テルライド映画祭で世界初上映された。また、2018年9月8日のトロント国際映画祭でも上映される。2018年11月6日に限定公開された後、同年11月16日に拡大公開、同年11月21日にさらに拡大公開される。

## 評価
本作は批評家から賛否両論の評価を受けている。Rotten Tomatoesでは209の批評家レビューのうち59%が支持評価を下し、平均評価は10点中5.5点となった。MetacriticのMetascoreは5の批評家レビューに基づいて、100点中62点となった